# Besson (Allier)
Besson település Franciaországban, Allier megyében. Lakosainak száma 746 fő (2022. január 1.). Besson Bresnay, Bressolles, Chemilly, Cressanges és Souvigny községekkel határos.

## Népesség
A település népességének változása:
| Lakosok száma | 817  | 733  | 775  | 792  | 787  | 774  | 768  | 765  | 761  | 746  |
|               | 1968 | 1982 | 1999 | 2006 | 2011 | 2015 | 2017 | 2018 | 2020 | 2022 |